# ElonJet
Az ElonJet egy olyan szolgáltatás, amely a közösségimédia-fiókok segítségével követi nyomon Elon Musk magánrepülőgépének valós idejű használatát. A Jack Sweeney által létrehozott és nyilvános adatok felhasználásával nyújtott szolgáltatásnak fiókjai vannak a Facebookon, Instagramon, Telegramon, Truth Socialon, Mastodonon, Threadsen, Bluesky-on és korábban a Twitteren, ahol a Twitter-fióknak egyszer mintegy 530 000 követője volt, mielőtt felfüggesztették. A közösségimédia-fiókok közül több is a @elonjet nevet használja.
A 2020 júniusában létrehozott Twitter-fiókot Musk 2021-től kezdve vette célba. Felajánlotta Sweeney-nek, hogy 5000 dollárt fizet; Sweeney válaszul 50 000 dollárt vagy egy gyakornoki állást kért Musk egyik cégénél, és tanácsot ajánlott a repüléskövetési adatok korlátozásával kapcsolatban. Musk 2021 januárjában letiltotta Sweeney-t. 2022 végén, miután Musk megvásárolta a Twittert, bejelentette, hogy nem tiltja le az ElonJet fiókot. 2022 decemberében egy zaklató követte Elon 2 éves fiát, miközben az autóban utazott; a zaklató azt hitte, hogy Musk is az autóban ül. Az incidens után a fiókot korlátozták, majd letiltották Sweeney személyes és más repüléskövető fiókjaival együtt, a 2022. decemberi Twitter-fiókok felfüggesztésének részeként. Később, nem sokkal az incidens után több újságíró fiókját is visszaállították.
2022. december 22-én Sweeney elindította az új @ElonJetNextDay Twitter-fiókot, amely továbbra is nyomon követi Elon Musk magánrepülőgépeinek repüléseit, de a repülés helyére vonatkozó információkat 24 órás késéssel teszi közzé, megfelelve a Twitter új szabályainak, amelyek szerint „a nyilvánosan elérhető helymeghatározási információk megosztása észszerű idő elteltével, úgy, hogy az egyén már nincs kitéve a fizikai sérülés veszélyének” nem minősül jogsértésnek.

## Funkció
Az ElonJet szolgáltatás nyilvánosan elérhető repülési adatokat, valamint egy automatizált számítógépes programot, egy Twitter botot használ Elon Musk repüléseiről való beszámoláshoz. A szolgáltatás ADS-B adatokat, nyilvánosan elérhető nyilvántartásokat használ, hogy általános információkat adjon arról, hogy Musk magángépe hol és mikor szállt fel és le, bár nem tudja megmondani, hogy kik vannak a fedélzeten, vagy hogy az utasok hova utaznak a repülés előtt vagy után. Különösen a Twitter-fiók vált megbízható eszközzé Musk befektetői, rajongói és kritikusai számára, hogy meghatározzák tartózkodási helyét, gyakran Austin környéke, ahol él, a San Francisco-öböl környéke, ahol a Tesla gyára van, és Dél-Kalifornia között, ahol a SpaceX központja van.
2023 júliusától az ElonJet szolgáltatás Twitter, Facebook, Telegram, Instagram, Threads, Mastodon és Bluesky fiókokon keresztül működik. 2022. december 14-én, egy nappal az eredeti Twitter-fiók felfüggesztése után létrehozták a Mastodon-fiókot. Sweeney a fiókokkal néhány ezer amerikai dollárt keresett a reklámbevételek révén, ami lehetővé tette számára, hogy frissítse a számítógépét. A szolgáltatásnak szentelt alreddit, az r/ElonJetTracker több mint 40 000 tagot szerzett a december 14-i létrehozása óta eltelt két nap alatt, és ezzel az egyik leggyorsabban növekvő alredditté vált a weboldalon.

## Története
Az ElonJet Twitter-fiókot 2020 júniusában indította Jack Sweeney floridai diák, aki akkoriban végzős középiskolás volt, és a COVID-19 világjárvány idején felfüggesztették az oktatását. Sweeney Musk SpaceX-nél és Teslánál végzett munkájának rajongójaként tekintett magára, ami a fiók indításához vezetett.
Elon Musknak már régóta problémái voltak a fiókkal, és 2001-ben 5000 amerikai dollárt ajánlott fel Jack Sweeneynek, hogy törölje a fiókot. Sweeney 50 000 dollárt kért ellenszolgáltatásként, mondván, hogy a pénzt főiskolára és esetleg egy Tesla Model 3 megvásárlására fordítaná. Utolsó eszmecseréjük 2022 januárjában volt, amikor Musk azt mondta, hogy nem érezné helyesnek, ha fizetne azért, hogy a fiókot leállítsa. 2022-ben Sweeney érdeklődött egy gyakornoki állás lehetőségéről Musk egyik cégénél, és tanácsokat adott Musknak, többek között egy szövetségi adatvédelmi programmal kapcsolatban, hogy változtassa a transzpondere által kisugárzott azonosítót, így blokkolva a repüléskövető programokat. Musk elkezdte használni a programot, bár Sweeney továbbra is képes volt követni Musk repüléseit. Musk valamikor január 23-a után blokkolta Sweeney-t.
Musk 2022 októberében megvásárolta a Twittert, és a következő hónap elején bejelentette, hogy nem fogja betiltani az ElonJet fiókot, mivel a szólásszabadság híve, annak ellenére, hogy az „közvetlen személyes biztonsági kockázatot” jelent. 2022. december 10-én Sweeney megosztotta felfedezését, hogy a Twitter-fiókot árnyéktilalom alá helyezték, ahol a Twitter szándékosan korlátozza a fiók elérhetőségét az oldalon belül. A Twitter Bizalmi és Biztonsági Tanácsának alelnöke kérte, hogy „erős láthatósági szűrést” helyezzenek el a fiókon. A tanácsot december 12-én feloszlatták, és még aznap Sweeney arról számolt be, hogy a fiók már semmilyen módon nem tűnik rejtettnek.
December 14-én reggel a közösségi oldal felfüggesztette az ElonJet fiókot. Még aznap rövid időre visszaállították és elérhetővé tették, azzal együtt, hogy a Twitter új szabályokat adott ki, amelyek a fizikai biztonsággal kapcsolatos aggodalmak miatt korlátokat vázoltak a valós idejű helymeghatározási információk megosztására, jelezve, hogy az új irányelvek értelmében a kissé késleltetett információk elfogadhatóak lennének. A Washington Post szerint Sweeney ezután megkérdezte Muskot, hogy az új szabályoknak való megfeleléshez milyen hosszú adattovábbítási késleltetésre van szükség, de az ElonJet fiókot még aznap este újra felfüggesztették. Sweeney személyes Twitter-fiókját is letiltották, az összes többi fiókjával együtt, amelyek közszereplők és orosz oligarchák magánrepüléseit követték nyomon. December 15-én a rivális közösségi hálózat, a Mastodon Twitter-fiókját is letiltották, mert az a helyzetről tweetelt. A The Verge szerint „úgy tűnik, hogy a Twitter a @ElonJet Mastodon fiókjára mutató linket a legújabb irányelvük megsértésének tekinti”, amely tiltja a valós idejű utazási információkat nyújtó, harmadik féltől származó URL-ekre való hivatkozást." Több, a technológiai iparágról gyakran tudósító újságíró fiókját is letiltották, mert beszámoltak az ügyről.

### Elon Musk jogi lépéseket javasolt
2022. december 14-én Musk bejelentette, hogy jogi lépéseket fog tenni Sweeney ellen. 2022. december 14-én este Musk egy tweetben azt állította, hogy egy „őrült zaklató” követte a 2 éves fiát szállító autóját. 2022. december 14-én Musk szerint az incidens állítólag Los Angelesben történt, ahol a vádlott „megakadályozta [az] autó mozgását” és „felmászott [a] motorháztetőre”. Míg Sweeney nyilvánosan elérhető információkat tett közzé Musk magánrepülőgépeiről, járatairól és az általa használt repülőterekről, addig Musk családtagjairól vagy Musk autóiról Sweeney nem osztott meg információkat. A Los Angeles-i rendőrség zaklatási nyomozói egységének nyomozója szerint az egységnek nincs bizonyítéka arra, hogy az állítólagos zaklató használta volna az ElonJetet. Az incidenssel kapcsolatban a dél-pasadenai rendőrség közölte, hogy „egy járművel elkövetett, halálos fegyverrel elkövetett támadásról” szóló bejelentést vizsgálnak, és Musk biztonsági csapatának egyik tagját „gyanúsítottnak” bélyegezték. A közlemény azt is megemlítette, hogy „az incidens során az áldozat egyetlen pillanatban sem azonosította a gyanúsítottat, vagy jelezte, hogy a veszekedés több volt, mint véletlen”.
Sweeney kijelentette, hogy Musk perlési szándéka ellenére nem tervezi, hogy abbahagyja Musk repülőgépes utazásainak megfigyelését, és más közösségi médiaplatformok segítségével, többek között az új Mastodon-fiókján keresztül továbbra is közzé fogja tenni a repüléskövető információkat. Egy nappal később, december 15-én a Twitter a „csütörtök éjszakai mészárlásként” emlegetett akció keretében figyelmeztetés nélkül felfüggesztette kilenc országos hírszervezet újságírójának fiókját, miután linkeket tettek közzé az ElonJet fiókjára vagy hasonló repülőgép-követőre. Musk azt állította, hogy a riporterek doxxingolták őt és a családját, és azt állította, hogy az ElonJet-sztori lefedésével valós idejű repülési információkra hivatkoztak, ami Musk szerint „lényegében merényletkoordináták”.

### Meta általi fiókfelfüggesztések
2024 októberében a Meta Platforms felfüggesztette az @elonmusksjet fiókot az Instagramon, és a Threads fiókokat, valamint a hozzájuk tartozó Facebook oldalakat, valamint több más, Sweeney által kezelt jet-követő fiókot, köztük a @Trump_Jet, @DesantisJet, @celebrityjets, @kimkjet, @kyliejennerjet, @bezosjets, @zuckerbergjet és @taylorswiftjets fiókokat.
Ezek a fiókok évekig incidensek nélkül működtek a Meta platformokon, nyilvánosan elérhető repülési adatokat használva magánrepülőgépek követésére. Sweeney eredetileg ezeket a Meta platformokon indította el, miután felfüggesztették az X/Twitterről. Az ElonJet is hozzá lett adva a Threadshez 2023 júliusában, amikor a Threads megjelent.
A Meta nem adott konkrét okot a hirtelen végrehajtásra, csak annyit közölt, hogy a fiókok most megsértették az irányelveiket. Amikor erre rákérdeztek, a Meta egy Felügyelőbizottsági határozatra hivatkozott, amely a lakcímekkel kapcsolatos adatvédelmi aggályokat érintette. Ezt az érvelést azonban a fiók tulajdonosa vitatta, és megjegyezte, hogy a Felügyeleti határozat nem vonatkozik a nyilvános repülőgépadatokra. A repülés nyomon követése - a lakcímadatokkal ellentétben - széles körben hozzáférhető az olyan nyilvános forrásokon keresztül, mint az ADS-B és az FAA.
Eredetileg a @DesantisJet és a @Trump_Jet nem volt felfüggesztve, erre a következetlenségre a médiában, többek között a Fortune egyik jelentésében is rámutattak.
A cikk után a fiókokat felfüggesztették. A felhasználó kritizálta a Meta döntését az átláthatóság hiánya miatt, mivel korábban nem hivatkoztak a szabályzat megsértésére.